# Dennis Enarson
Dennis Enarson (19 de abril de 1991) es un deportista estadounidense que compite en ciclismo en la modalidad de BMX estilo libre. Consiguió diez medallas en los X Games.

## Medallero internacional
| \| X Games de Verano \| X Games de Verano \| X Games de Verano \| X Games de Verano \| \| Año \| Lugar \| Medalla \| Prueba \| \| ----------------- \| ---------------------------- \| ----------------- \| ----------------- \| \| 2010 \| Los Ángeles (Estados Unidos) \| Medalla de plata \| Parque \| \| 2010 \| Los Ángeles (Estados Unidos) \| Medalla de plata \| Calle \| \| 2011 \| Los Ángeles (Estados Unidos) \| Medalla de plata \| Parque \| \| 2011 \| Los Ángeles (Estados Unidos) \| Medalla de plata \| Calle \| \| 2013 \| Foz do Iguaçu (Brasil) \| Medalla de bronce \| Parque \| \| 2014 \| Austin (Estados Unidos) \| Medalla de bronce \| Calle \| \| 2015 \| Austin (Estados Unidos) \| Medalla de plata \| Parque \| \| 2016 \| Austin (Estados Unidos) \| Medalla de oro \| Parque \| \| 2018 \| Mineápolis (Estados Unidos) \| Medalla de plata \| Parque \| \| 2022 \| California (Estados Unidos) \| Medalla de bronce \| Parque \| |                              |                   |        |
| X Games de Verano |                              |                   |        |
| Año | Lugar                        | Medalla           | Prueba |
| 2010 | Los Ángeles (Estados Unidos) | Medalla de plata  | Parque |
| 2010 | Los Ángeles (Estados Unidos) | Medalla de plata  | Calle  |
| 2011 | Los Ángeles (Estados Unidos) | Medalla de plata  | Parque |
| 2011 | Los Ángeles (Estados Unidos) | Medalla de plata  | Calle  |
| 2013 | Foz do Iguaçu (Brasil)       | Medalla de bronce | Parque |
| 2014 | Austin (Estados Unidos)      | Medalla de bronce | Calle  |
| 2015 | Austin (Estados Unidos)      | Medalla de plata  | Parque |
| 2016 | Austin (Estados Unidos)      | Medalla de oro    | Parque |
| 2018 | Mineápolis (Estados Unidos)  | Medalla de plata  | Parque |
| 2022 | California (Estados Unidos)  | Medalla de bronce | Parque |